# Irlanda en los Juegos Olímpicos de Pyeongchang 2018
Irlanda estuvo representada en los Juegos Olímpicos de Pyeongchang 2018 por un total de 5 deportistas que compitieron en 4 deportes. Responsable del equipo olímpico fue el Concejo Olímpico de Irlanda, así como las federaciones deportivas nacionales de cada deporte con participación.
El portador de la bandera en la ceremonia de apertura fue el deportista de snowboard Seamus O'Connor. El equipo olímpico irlandés no obtuvo ninguna medalla en estos Juegos.